# عماد الدين محمود الجنابادي
عماد الدين محمود الجنابادي (الفارسية: عمادالدین محمود جنابادی؛ 2 كانون الثاني 1415 - 1450 م) كان بيروقراطيًا إيرانيًا، عمل كضابط مالي ووزير في عهد الإمبراطورية التيمورية. والده هو السيد زين العابدين الجنابادي [الإنجليزية]، ينتمي إلى عائلة من السادة من بلدة جنابادي في قهستان، حيث كانوا يمتلكون أيضًا أراضي.
وبعد وفاة والده سنة 1425/1426م دخل عماد الدين في خدمة شاه روخ خان (حكم. 1405–1447 م)، وفي عام 1443 عُين محاسبًا ماليًا لمدينة بلخ من أميرها القوي جلال الدين فيروز شاه. بعد أن علم بالاختلاس الذي قام به نواب بلخ، اختار شاه روخ خان عماد الدين سرًّا للتحقيق في الوضع.
وبمساعدة محمد جوكي [الإنجليزية] بن شاه روخ (الذي كان لديه إمكانية الوصول إلى شؤون النواب)، نجح عماد الدين في الكشف عن اختلاس الإيرادات، وفي عام 1444 عرض الأمر على شاه روخ. بعد وفاة شاه روخ خان في عام 1447، دخل عماد الدين في خدمة ابنه وخليفته أولوغ بيك (حكم. 1447–1449 م)، وفي النهاية أصبح وزيره في عام 1448. وقد سُجِّل عماد الدين لاحقًا باعتباره أحد ديوانيي عبد اللطيف ميرزا (حكم 1222  1449–1450 م) وأبو القاسم بابور ميرزا (حكم. 1449–1449 ثم 1450–1457 م). وبحسب المؤرخ سيف الدين العقيلي، فقد خدم أيضًا ميرزا سلطان سنجر في عهد أبو القاسم بابور ميرزا، لكنه توفي بعد ذلك بفترة وجيزة.